# Nadir Quinto
Nadir Quinto (Milano, 26 novembre 1918 – Milano, 15 marzo 1994) è stato un illustratore e fumettista italiano fra i pionieri del fumetto italiano, pubblicato in Italia e all'estero dalle più importanti case editrici.

## Biografia
Frequenta l'Accademia di belle arti di Brera quando viene richiamato alle armi per la seconda guerra mondiale. Esordisce alla fine degli anni trenta nella collana Romanzi del Cigno e sull'Audace dell'editore Lotario Vecchi. Nel 1946 pubblica alcuni lavori sul Corriere dei Piccoli, una storia a puntate intitolata Il labirinto della morte. Nello stesso periodo pubblica anche su altre riviste come Dinamite, Albi di Salgari, Festival e Intrepido.
Negli anni quaranta e cinquanta realizzò una serie di storie in costume per il Corriere dei Piccoli e racconti tratti dalla letteratura per ragazzi, tra cui La capanna dello zio Tom e Riccardo Cuor di Leone, La città d'oro e La spada del dolore.
Dal 1954 al 1964 realizzò illustrazioni per il mercato britannico realizzando anche storie di Robin Hood edite dalla Thriller Picture Library collaborando fino al 1974 con riviste inglesi quali Treasures, World of Wonder, Princess Magazine, Look and Learn e realizzando illustrazioni a colori per storie e favole, delle quali le principali furono Peter Pan, Heidi, le avventure del barone di Münchausen, Guglielmo Tell.
Dal 1965 realizzò esclusivamente illustrazioni e fino alla fine degli anni settanta non realizzò alcuna storia a fumetti. Riprese alla fine dei settanta collaborando con il Corriere dei ragazzi realizzando le serie Tom Boy e Swea; nel 1978 realizzò per il settimanale Il Giornalino la serie I Delfini  in collaborazione con la figlia Diana; realizzò anche molte riduzioni a fumetti di romanzi per ragazzi come quali Piccole donne, Il mago di Oz, Tom Sawyer, oltre a diversi episodi della serie Larry Yuma  affiancandosi a Carlo Boscarato e, insieme a Milo Milani, ideò la serie Jacopo del Mare, esordita nel 1984; nel 1991 disegnò la serie Vele e Capitani, scritta da N. Danieli.
Morì a Milano il 15 marzo 1994 mentre lavorava a una storia di Tex Willer che gli era stata commissionata nel 1992 da Sergio Bonelli e, sempre per Il Giornalino, mentre disegnava una storia fantasy, Issing del Fiume. Entrambe le opere sono rimaste incompiute.